# Pocopaschia
Pocopaschia är ett släkte av fjärilar. Pocopaschia ingår i familjen mott.
Kladogram enligt Catalogue of Life:
| Pocopaschia | \| \| Pocopaschia accelerans \| \| \| \| \| \| Pocopaschia bellangula \| \| \| \| \| \| Pocopaschia brachypalpia \| \| \| \| \| \| Pocopaschia noctuina \| \| \| \| |
|             | \| \| Pocopaschia accelerans \| \| \| \| \| \| Pocopaschia bellangula \| \| \| \| \| \| Pocopaschia brachypalpia \| \| \| \| \| \| Pocopaschia noctuina \| \| \| \| |
|             | Pocopaschia accelerans |
|             | |
|             | Pocopaschia bellangula |
|             | |
|             | Pocopaschia brachypalpia |
|             | |
|             | Pocopaschia noctuina |
|             | |